# Dorota brandenburska (1420–1491)
Dorota brandenburska (ur. 9 lutego 1420 w Berlinie, zm. 19 stycznia 1491 w klasztorze benedyktyńskim w Rehna) – księżniczką Elektoratu Brandenburgii z urodzenia oraz przez małżeństwo księżniczką meklemburską.

## Potomstwo
Z małżeństwa z Henrykiem IV miała dzieci:
- Jan VI (1474) książę Meklemburgii
- Albrecht VI (1438–1483) książę Meklemburgii
- Magnus II książę Meklemburgii
- Katarzyna (1442–1451/52)
- Anna (1447–1464) planowano wydać ją za mąż za Bogusława X
- Elżbieta (1449–1506)
- Baltazar (1451–1507), książę Meklemburgii